# Chrysobothris orono
Chrysobothris orono es una especie de escarabajo del género Chrysobothris, familia Buprestidae. Fue descrita científicamente por Frost en 1920.
Mide entre 14-17 mm.